# Henry Ignatius Dudley Ryder
Henry Ignatius Dudley Ryder (3 janvier 1837 - 7 octobre 1907, Edgbaston, Birmingham) est un prêtre catholique anglais de l'Oratoire de Birmingham et un polémiste.

## Biographie
Le lien de Ryder avec John Henry Newman et l'Oratoire commence en tant qu'élève privé, alors qu'il a environ douze ans. La seule interruption est une année au Collège anglais de Rome et quelques mois à l'Université catholique d'Irlande à Dublin, dont Newman est recteur, avant de commencer, en décembre 1856, son noviciat oratorien. En 1863, il est ordonné prêtre.
Après la mort du cardinal Newman, il est élu supérieur de l'Oratoire de Birmingham et occupe cette fonction jusqu'à ce que sa santé fléchisse. Il est le dernier survivant de "mes frères les plus chers de cette maison, les prêtres de l'Oratoire de Birmingham" à qui Newman dédie son Apologia Pro Vita Sua. Sa tombe est avec la leur et celle du cardinal Newman à Rednal, une petite maison de campagne appartenant à l'Oratoire de Birmingham, à environ sept milles de Birmingham.
Sa vie est sans histoire. Il se soucie peu de la notoriété ou même de la célébrité. Une seule fois, il se pousse en avant. C'est en 1867-1868, lorsqu'il attaque William George Ward, alors rédacteur en chef de la Dublin Review. Ses opinions sur l'infaillibilité papale, selon Ryder, sont une caricature, et il livre sa protestation dans trois pamphlets qui sont critiqués.

## Travaux
Outre de nombreux articles dans des revues américaines et anglaises, il publie :
- "Idealism in Theology, a Review of Dr. Ward's scheme of Dogmatic Authority" (Londres, 1867);
- "Une lettre à WG Ward sur sa théorie de l'instruction infaillible" (Londres, 1868);
- "Postscriptum à Lettre, etc." (Londres, 1868);
- "Une critique de la lettre de M. Foulkes" (Londres, 1869);
- "Catholic Controversy", une réponse aux "Plain Reasons" de Littledale (Londres, 1880);
- "Poèmes originaux et traduits" (Dublin, 1882).

Il y a en outre "Essais du Rév. HID Ryder, édité par Francis Bacchus" (Londres, 1911).

## Famille
Il est le fils aîné de George Dudley Ryder, l'un des nombreux membres du clergé de l'Église d'Angleterre qui suivent les pas de Newman, et de Sophia Lucy, fille de John Sargent. Il est reçu dans l'Église catholique à Rome en 1846. Le grand-père, Henry Dudley Ryder, est un éminent évêque anglican évangélique. Les trois autres filles Sargent ont épousé Samuel Wilberforce, Henry Wilberforce et Henry Edward Manning.